# Chrachenhorn
Chrachenhorn är en bergstopp i Schweiz.   Den ligger i regionen Prättigau/Davos och kantonen Graubünden, i den östra delen av landet, 180 km öster om huvudstaden Bern. Toppen på Chrachenhorn är 2 891 meter över havet, eller 242 meter över den omgivande terrängen. Bredden vid basen är 1,4 km.
Terrängen runt Chrachenhorn är bergig västerut, men österut är den kuperad. Närmaste större samhälle är Davos, 13,0 km norr om Chrachenhorn. 
Trakten runt Chrachenhorn består i huvudsak av gräsmarker. Runt Chrachenhorn är det mycket glesbefolkat, med 3 invånare per kvadratkilometer.